# Atak w Vancouver (2025)
Atak w Vancouver – atak z użyciem pojazdu, do którego doszło 26 kwietnia 2025 roku podczas festiwalu Lapu-Lapu Day w Vancouver w Kanadzie. W wyniku ataku zginęło 11 osób, ponad 30 zostało rannych. Był to najbardziej tragiczny atak z użyciem pojazdu w historii Kanady, przewyższając pod tym względem zamach w Toronto z 2018 roku.

## Tło
Tragedia wydarzyła się na festiwalu społeczności filipińskiej w Kanadzie Lapu-Lapu Day. Vancouver jest miastem o największej liczebności osób pochodzenia filipińskiego spośród miast Kanady. Festiwal Lapu-Lapu został w 2023 roku oficjalnie uznany za miejscowe wydarzenie cykliczne przez władze prowincji Kolumbia Brytyjska. Atak wydarzył się również w przeddzień kanadyjskich wyborów parlamentarnych 2025, które wygrała Partia Liberalna.

## Przebieg
Sprawca wjechał rozpędzonym SUV-em typu Audi Q7 w tłum bawiących się na festiwalu ludzi około godz. 20:14 czasu lokalnego. Według świadków ciała ofiar wyleciały w powietrze na skutek uderzenia w maskę samochodu, bezpośrednio po ataku w sieci pojawiły się drastyczne nagrania pokazujące miejsce zdarzenia (m.in. na portalu X, dawnym Twitterze). Sprawca został natychmiast ujęty przez policję oraz świadków zajścia i aresztowany.

## Ofiary ataku
W wyniku zamachu zginęło 11 osób w wieku od 5 do 65 lat, natomiast 24 odniosły poważne rany, z czego część była w stanie krytycznym. Wśród zabitych było 9 kobiet i 2 mężczyzn. W wyniku zamachu zginęła m.in. brazylijska piosenkarka Clara Salim, rodzice z 5-letnim dzieckiem i pracownik dystryktu szkolnego z pobliskiego miasta New Westminster. Szpital Vancouver General Hospital ogłosił bezpośrednio po zajściu tzw. kod pomarańczowy, co oznaczało, że szpital jest gotowy na przyjęcie ofiar masowego tragicznego zdarzenia z wieloma osobami ciężko rannymi.

## Reakcje
Bezpośrednio po ataku liderzy dwóch największych kanadyjskich partii, Liberalnej i Konserwatywnej, odwołali swoje wiece wyborcze i przybyli na spotkania z rodzinami ofiar i społecznością filipińską w Kanadzie. Premier Mark Carney oraz lider konserwatystów Pierre Poilievre złożyli kondolencje rodzinom zabitych w ataku. Klub sportowy Vancouver Whitecaps FC uczcił pamięć ofiar minutą ciszy przed meczem piłki nożnej z klubem Minnesota United FC.
Prezydent Filipin Bongbong Marcos złożył w oficjalnym oświadczeniu kondolencje społeczności filipińskiej w Kanadzie oraz rodzinom pozostałych ofiar.
Król Karol III, władca Wielkiej Brytanii oraz reszty państw wchodzących w skład Commonwealth w tym Kanady, złożył kondolencje Kanadyjczykom z powodu ataku. Wyrazy współczucia przesłali także: gubernator generalna Kanady Mary Simon, premier prowincji Kolumbii Brytyjskiej David Eby oraz burmistrz Vancouver Ken Sim. Szef policji w mieście, Steve Rai, nazwał dzień ataku najczarniejszym w historii miasta.

## Sprawca
Sprawcą ataku był 30-letni Kai-Ji Lo, mieszkaniec Vancouver pochodzenia chińskiego. Według policji miał on wcześniej obszerną historię kontaktów ze specjalistami od leczenia zdrowia psychicznego, ale nie był karany. Policja zaprzeczyła jakoby atak Lo był zamachem terrorystycznym.
W styczniu 2024 roku brat napastnika, Alexander Lo, został znaleziony martwy w swoim mieszkaniu w East Vancouver. Okazało się, że doszło do morderstwa – sprawca został zatrzymany i oskarżony, ale stan psychiczny Kai-Ji Lo i jego rodziny zaczął się od tamtego momentu stopniowo pogarszać. Jego matka próbowała popełnić samobójstwo w sierpniu 2024 roku. W celu wsparcia finansowego rodziny, Kai-Ji zorganizował dwie zbiórki na ten cel w internecie. Według członków jego rodziny, w dniach przed atakiem miał się zacząć zachowywać w sposób paranoiczny, myśląc, że ktoś chce go skrzywdzić.
W dniu 27 kwietnia, dzień po ataku, Lo został oskarżony przed sądem o 8 zarzutów morderstwa.